# The Dirtbombs
 (février 2017).
Si vous disposez d'ouvrages ou d'articles de référence ou si vous connaissez des sites web de qualité traitant du thème abordé ici, merci de compléter l'article en donnant les références utiles à sa vérifiabilité et en les liant à la section « Notes et références ».
The Dirtbombs est un groupe de garage punk basé à Détroit, réputé pour son mélange des styles musicaux tels que garage rock, punk et musique soul, et par sa constitution atypique, à savoir deux basses, deux batteries et une guitare. 
Le groupe, qui ne devait être au départ qu'un projet parallèle, est fondé par Mick Collins en septembre 1992, alors membre du groupe de garage rock The Gories. The Dirtbombs commencent à enregistrer vers 1995.

## Histoire

### Formation du groupe
En septembre 1992, Mick Collins, alors chanteur et guitariste du groupe de garage rock The Gories, a l'idée de monter un projet parallèle dans la même veine musicale que son groupe d'alors, mais doté d'une double section rythmique. Le nouveau groupe, nommé The Dirtbombs, ne doit avoir qu'une durée de vie éphémère, le temps d'enregistrer quinze singles. La première mouture du groupe est constituée, outre Collins, de Tom Lynch à la basse, Dana Spice à la basse fuzz, Pat Pantano et Chris Fachini aux batteries.

### 1996-2000
D'abord envisagé comme un « groupe à singles », The Dirtbombs doit enregistrer uniquement des maxi singles dans des styles radicalement différents pour chacun. Le premier single du groupe, High Octane Salvation sort en 1996. Il est suivi de deux singles en 1997, et apparaît aussi sur la compilation Ghettoblaster Volume 1. Deux autres singles sortent en 1998. Le label indépendant In the Red, basé à Los Angeles, parvient à convaincre le groupe d'enregistrer un album. Collins accepte à la condition que le groupe puisse traiter le disque comme un simple single, plus précisément, en se concentrant sur une idée musicale uniquement. Le premier album des Dirtbombs, sort en septembre 1998. C'est un mélange abrasif de garage punk et de rock'n'roll un peu plus accessible. Dix ans après sa sortie, des titres comme I Can't Stop Thinking About It, Granny's Little Chicken et Shake Shivaree demeurent des classiques de concert. I Can't Stop Thinking About It a même été utilisé dans un publicité pour Buick en 2007[réf. nécessaire]. 
En 2000, le groupe sort deux nouveaux singles, ainsi qu'un split single avec les White Stripes. Le groupe apparait aussi sur la compilation X-Mas Surprise Package Volume 3, ainsi que sur deux titres de l'album The Black Godfather d'Andre Williams.

### 2001-2003
Les Dirtbombs sortent leur deuxième album, Ultraglide In Black, en mai 2001. Le disque est une collection de reprises soul et R&B, et ne compte qu'une composition originale, Your Love Belongs Under A Rock. À cette époque, le revival garage rock devint important en Europe et en Amérique du Nord, avec en tête de file les White Stripes. Les Dirtbombs font partie de ces groupes qui reçoivent alors toute l'attention de l'industrie musicale[réf. nécessaire]. Ils ouvrent notamment pour les White Stripes (Jack White ayant maintes fois reconnu l'influence des Gories sur la musique de son groupe), ce qui accentue la publicité autour d'eux. Ultraglide in Bla connut un vrai succès d'estime de la part du public et de la critique[réf. nécessaire]. En 2005, le site MSNBC.com classe le disque comme l'un des plus importants de ces vingt dernières années[réf. nécessaire].

### 2003-2004
En 2003, le groupe sort son troisième album, Dangerous Magical Noise. Cet album doit à l’origine être fait dans le style bubblegum pop, mais Collins décide au dernier moment de s’attacher à un style plus rock. Le disque contient une version réenregistrée de leur contribution à la compilation Sympathetic Sounds, I'm Through With White Girls, écrite et chantée par Jim Diamond. Le single Motor City Baby est désigné chanson la plus cool du monde par la station de radio Little Steven's Underground Garage[réf. nécessaire].
Les Dirtbombs, avec Jim Diamond et Tom Potter aux basses, apparaissent dans un documentaire de la télévision néerlandaise sur la scène rock de Détroit, qui a vu a l’émergence des White Stripes[réf. nécessaire]. Mick Collins invite les documentaristes en tournée, et on peut le voir jouant de la batterie pour le groupe alors que les White Stripes interprètent Rated X de Loretta Lynn. Le documentaire s’achève sur des images de Collins jouant au bowling avec Jack et Meg White.
En 2004, le groupe est tête d’affiche du Rock City Fest de Détroit. Ce concert s’avèrera être le dernier de Jim Diamond avec le groupe. 2004 est également une année importante pour les sorties discographiques du groupe : deux nouveaux singles sont édités, en plus d’un single issu de Dangerous Magical Noise, Earthquake Heart. Trois split singles sont également à l’honneur, un avec Justin Robinson, un avec le groupe Adult, et le dernier avec une chanson des Gories[réf. nécessaire].

### 2005-2007
En 2005 sor If You Don’t Already Have a Look, double compilation réunissant les singles et raretés du groupe, ainsi que six nouvelles chansons. The Dirtbombs joue à la Motor City Music Conference, en plus de participer au Primavera Sound Festival, et de tourner en Europe au printemps. Un nouveau split single avec les Love Supremes sort, et le groupe apparait sur un tribut au Gun Club. À l’été 2006, la chanson Trainwreck est utilisé dans une publicité pour Walmart[réf. nécessaire].
En octobre, le groupe joue au Detroit Institute of Arts lors de la première du documentaire It Came From Detroit, dans lequel on voit le groupe sur scène et en interview. The Dirtbombs est invités à jouer au Festival de Cannes en mai 2007 par le metteur en scène Julian Schnabel, Chains Of Love apparaissant au générique de son film, Le Scaphandre et le Papillon.
En septembre, le groupe joue lors de la réouverture du Crofoot Ballroom de Pontiac (Michigan), qui vit pour l’occasion les premières chansons du nouvel album à venir.
Le groupe sort un single en 2007, une reprise des Black Lips, Oh Katrina.

### Depuis 2008
En juin 2008, le dix-septième changement de formation, qui est aussi le plus durable, est constitué de Collins à la guitare, Troy Gregory (anciennement membre de Flotsam and Jetsam, Prong, et chanteur de The Witches et de Troy Gregory & The Stepsisters) à la basse, Ko Melina (anciennement de Ko & The Knockouts) à la « fuzz » basse, et Ben Blackwell (propriétaire du label Cass Records) et Pat Pantano (aussi membre de The Come Ons) aux batteries. Le producteur Jim Diamond joue aussi de la basse au sein du groupe entre 1997 et 2004, et durant cette période Diamond enregistre et produit certaines des sorties des Dirtbombs aux studios Ghetto Recorders en compagnie de Mick Collins. Durant une brève période en 2002, le groupe compte en son sein deux choristes féminines, Deanne Iovan (membre de The Come Ons) et la future bassiste Ko, en plus des cinq musiciens habituels.
L’enregistrement de We Have You Surrounded, le quatrième album pour In The Red, commence en novembre 2006. Le disque ne devait être à l’origine qu’un EP de cinq chansons, mais comme il s’est écoulé beaucoup de temps depuis la sortie du dernier album (édité en novembre 2003), le concept évolue vers un LP, remettant une fois de plus à une date ultérieure le disque de pop bubblegum. L’enregistrement s’acheve à l’été 2007, et We Have You Surrounded sort en février 2008. Loin de l’atmosphère de la pop bubblegum, les thèmes de l’album sont sombres, comme sur Leopard Man at C & A coécrit avec Alan Moore, et décrite par Collins comme un instantané de la paranoïa urbaine. Le groupe s’embarque alors dans une tournée de plus de soixante dates en Amérique du Nord, en Australie et en Nouvelle-Zélande.
Quatre singles sont édités pour l’occasion : une reprise d'une chanson du groupe Suicide pour le label irlandais Infirmary Phonographic, un maxi single avec deux reprises d’INXS (Need You Tonight et Devil Inside) pour la tournée australienne, un single sur In The Red (Sherlock Holmes, reprise des Sparks déjà présente sur We Have You Surrounded), et une reprise du groupe protopunk de Detroit Death, est éditée sur un split single avec Kelley Stoltz, compagnon de tournée, sur le label de Ben Blackwell, Cass Record.
Durant la tournée We Have You Surrounded, Ko Melina laisse tomber la basse fuzz pour une guitare baryton. Troy Gregory quitte The Dirtbombs après un dernier concert le 5 septembre 2008 et est remplacé par Zachary Weedon à la fin du même mois. 
Le groupe garde la même composition depuis juin 2004.

### The Dirtbombs en concert
The Dirtbombs sont avant tout reconnus comme un groupe de scène[réf. nécessaire]. En septembre 2006, Spin a classé le groupe dixième dans sa liste des vingt cinq meilleurs groupe du monde en live[réf. nécessaire]. Le groupe a ouvert pour nombre de groupes, comme Blondie en 2002 lors de concert dans le Michigan et dans l’Illinois, mais aussi pour Mudhoney, Blue Cheer et Radio Birdman. Les Dirtbombs ont également accompagné des groupes en devenir, comme les Black Lips ou les Yeah Yeah Yeahs qui assurèrent leur première partie en 2002. Quatre ans plus tard, ce fut au tour des Dirtbombs d’ouvrir pour les Yeah Yeah Yeahs au Roseland Ballroom de New York[réf. nécessaire].

## Discographie

### Albums
Les albums ont été publiés sur le label In the Red.
- 1998 – Horndog Fest
- 2001 – Ultraglide in Black
- 2003 – Dangerous Magical Noise
- 2008 – We Have You Surrounded
- 2011 – Party Store
- 2013 – Ooey Gooey Chewy Ka-blooey!

### Singles et EP
- High Octane Salvation (45 tours) (Sympathy For The Record Industry, 1996)
- All Geeked Up (45 tours) (In The Red, 1997)
- Tina Louise (45 tours) (Flying Bomb Records, 1998)
- Maybe Your Baby (45 tours) (High Maintenance, 1998)
- Stuck Under My Shoe (45 tours) (Some Assembly Required, 1998)
- Headlights On (45 tours) (Solid Sex Lovie Doll Records, 2000)
- Brucia I Cavi (45 tours) (Hate Records, 2000)
- Ode To A Black Man (45 tours) (Sweet Nothing, 2001)
- Australian Sing A Long With The Dirtbomb Singers (45 tours) (Zerox Records, 2002)
- Pray For Pills (45 tours) (Corduroy Records, 2002)
- Motor City Baby (45 tours) (Sweet Nothing, 2003)
- Earthquake Heart (45 tours) (Velvet Tiger, 2004)
- Merit (45 tours) (Kapow Records, 2004)
- Crashdown Day (45 tours) (Corduroy Records, 2004)
- Tanzen Gehn' (45 tours) (Soundflat Records, 2005)
- Brand New Game (45 tours) (Munster Records, 2005)
- Oh Katrina (45 tours) (Noiseless/Live From Detroit, 2007)
- Rocket USA (45 tours) (Infirmary Phonographic, 2008)
- Need You Tonight (45 tours) (Stained Circles, 2008)
- The Dirtbombs... Play Sparks (45 tours) (In The Red, 2008)

### Compilations
- 2005 – If You Don’t Already Have a Look, label In the Red

### Splits avec d'autres artistes
- Cedar Point '76, avec The White Stripes (Extra Ball Records, 2000)
- King's Led Hat, avec The Gories (Fortune Teller Records, 2004)
- She Played Me Like A Booger, avec Justin Robertson (Slut Smalls, 2004)
- Lost Love, avec ADULT. (Cass Records/Ersatz Audio, 2004)
- Billiards At Nine-Thirty, avec King Khan And His Shrines (Sounds Of Subterrania, 2004)
- No Expectations, avec The Love Supremes (Norton Records, 2005)
- Missionary Man, avec The Black Lips (Cass Records, 2006)
- Politicians in My Eyes, avec Kelley Stoltz (Cass Records, 2008)
- Politicians in My Eyes, avec The Terrible Twos and Dan Sartain (Cass Records, 2008)

### Apparitions sur compilations
- Ghettoblaster: A Detroit Music Sampler 1997 Volume 1 CD (Motor City Brewing Works, 1997)
- I Hate Music CD (P-Vine, 1999)
- Hot Pinball Rock Vol. 1 CD (Extra Ball Records, 2000)
- X-Mas Surprise Package Volume 3 45 tours (Flying Bomb Records, 2000)
- Sympathetic Sounds Of Detroit LP/CD (Sympathy For The Record Industry, 2001)
- Hometaping - Volume 1 CD (Kerrang!, 2002)
- Troy Gregory's Sybil CD (Fall Of Rome Records)
- Rough Trade Shops Rock And Roll 2xCD (Mute, 2002)
- X-Mas Surprise Package (The Collector's Edition) CD (Flying Bomb Records, 2002)
- Ghettoblaster Volume 2 CD (Motor City Brewing Works, 2002)
- Playing Favourites LP (Illustrious Artists, 2003)
- Revolver USA Sampler Autumn 2003 CD (Revolver USA, 2003)
- Detroit Breakdown - The Rocked Out Motor City Music Sampler CD (PBS 106.7FM, 2004)
- Superfuzz CD (Lowfly Records, 2005)
- Salvo Of 24 Gunshots - Tribute To Gun Club LP/CD (Unrecording Records, 2005)
- Static Disaster The UK. In The Red Records Sampler CD (In The Red, 2005)

## Anciens membres et collaborateurs du groupe
- Andre Williams : chant
- Dana Spicer (Eric S. Johnson, alias Wedgehead): basse/fuzz
- Tom Lynch: bassee
- Chris Fachini : batterie
- Scott : batterie
- Ewolf : batterie
- Chandy (Chris Handyside): batterie
- Joe Greenwald : basse/fuzz
- Jim Diamond : basse, chants
- Deanne Iovan : basse/fuzz, chœurs
- Dion Fischer : fuzz
- Nick Lloyd : batterie
- Ryan Pritts : batterie
- Tom Potter : fuzz basse, chœurs
- Patrick Keeler : batterie (quelques concerts en juin 2004)
- Troy Gregory : basse